# 라주르나야만

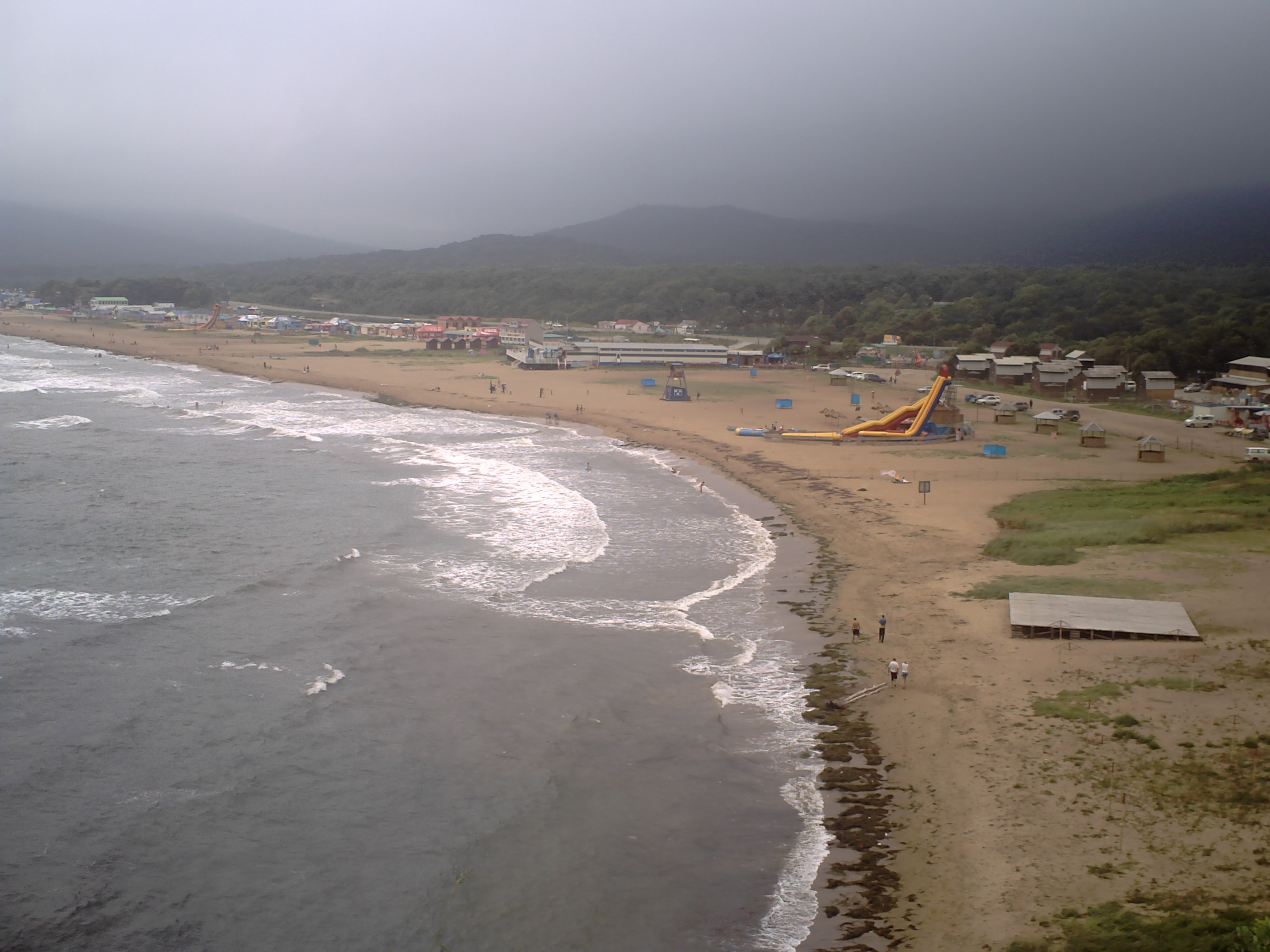
라주르나야만

라주르나야만(러시아어: бухта Лазурная)은 러시아 무라비요프-아무르스키반도의 동쪽에 있는 만이다. 이 만은 블라디보스토크의 북동쪽에 있고, 아기돼지 삼형제만에서 남서쪽에 있다. 라주르나야만은 동해의 우수리만의 일부를 형성한다.
지명은 1970년대에 만들어졌으며, 러시아어에서 ‘아주레만’으로 번역된다. 더 오래되고 전통적인 이름은 샤모라(러시아어: Шамора)로 중국어에서 ‘모래사막’으로 번역된다. 1880년대부터 1973년까지 공식적으로는 펠드하우젠만(블라디보스토크의 초대 총독 알렉산더 펠드하우젠을 기리기 위해)로 불렸다.
이 만은 블라디보스토크와 러시아 극동의 다른 도시에서 수많은 휴가객을 끌어들이는 모래사장으로 유명하다. 해안선을 따라 여러 휴게소와 요양원이 흩어져 있다. 내륙은 구릉지와 나무가 우거져 있다.
샤모라 해변은 블라디보스토크 밴드 무미 뜨롤의 오래된 노래 모음에서 이름을 따왔다.